# Miramella
Miramella là một chi côn trùng thuộc họ Acrididae. 

## Các loài
Chi này có các loài sau:
- Miramella irena